# Direktion für Inneres und Justiz des Kantons Bern
Die Direktion für Inneres und Justiz des Kantons Bern, kurz DIJ (französisch Direction de l’intérieur et de la justice du canton de Berne, DIJ), ist eine der sieben Direktionen (vergleichbar mit den Landesministerien in den deutschen Bundesländern) der Zentralverwaltung des schweizerischen Kantons Bern. Ihr steht seit 1. Juni 2018 Regierungsrätin Evi Allemann (SP) vor. Bis zum 31. Dezember 2019 hiess die Direktion Justiz-, Gemeinde- und Kirchendirektion des Kantons Bern (JGK).

## Aufgaben
Die Aufgaben der Direktion für Inneres und Justiz können in die folgenden Themenbereiche gegliedert werden:
- Raum: Raumplanung, Grundbuchwesen und Geoinformationen
- Gemeinden: Unterstützung der Gemeinden und Regionen mit Beratung, Informationen und Weiterbildung bei der Erfüllung ihrer Aufgaben
- Familie: Sozialversicherungen, unter anderem Vollzug der Prämienverbilligung der Krankenkassen, Koordinations- und Aufsichtsaufgaben im Bereich des Kinder- und Jugendschutzes
- Recht: Gesetzgebung im Bereich der Justiz, Koordination der Zusammenarbeit mit der unabhängigen Justiz und Staatsanwaltschaft sowie Durchführung bestimmter Beschwerdeverfahren, Schuldbetreibungs- und Konkursverfahren, Handelsregister, Ausübung der Aufsicht über das Notariat und Führen des Notariatsregisters
- Religion: Gestaltung der Beziehungen zwischen Kanton und Landeskirchen sowie Religionsgemeinschaften

## Struktur
Die Direktion für Inneres und Justiz gliedert sich in die folgenden Organisationseinheiten:
- Generalsekretariat der Direktion für Inneres und Justiz (GS DIJ), einschliesslich Beauftragten für kirchliche und religiöse Angelegenheiten (BKRA)
- Amt für Gemeinden und Raumordnung (AGR)
- Kantonales Jugendamt (KJA)
- Rechtsamt (RA)
- Amt für Sozialversicherungen (ASV)
- Amt für Geoinformation (AGI) (seit 1. Januar 2020; vorher Bau-, Verkehrs- und Energiedirektion)[2]
- Handelsregisteramt (HRA)
- Grundbuchämter (GBA)
- Betreibungs- und Konkursämter (BAKA)

Der Direktion für Inneres und Justiz administrativ angegliedert sind die Regierungsstatthalterämter sowie die Kindes- und Erwachsenenschutzbehörden (KESB).
Per Ende Dezember 2023 beschäftigte die Direktion für Inneres und Justiz 1092 Mitarbeitende.